# Chromadorina demani
Chromadorina demani är en rundmaskart som beskrevs av John Inglis 1951. Chromadorina demani ingår i släktet Chromadorina och familjen Chromadoridae. Inga underarter finns listade i Catalogue of Life.